# Submission (film, 2004)
Pour les articles homonymes, voir Submission.
 (juillet 2022).
Si vous disposez d'ouvrages ou d'articles de référence ou si vous connaissez des sites web de qualité traitant du thème abordé ici, merci de compléter l'article en donnant les références utiles à sa vérifiabilité et en les liant à la section « Notes et références ».
Pour plus de détails, voir Fiche technique et Distribution.
Submission (en français, Soumission), est un court métrage néerlandais, réalisé et produit par Theo van Gogh et écrit par Ayaan Hirsi Ali (ancienne membre de la Seconde Chambre des États généraux néerlandaise pour le Parti populaire libéral et démocrate). Tourné en anglais, il est diffusé pour la première fois le 29 août 2004 par le groupe audiovisuel libre-penseur VPRO. Le titre Submission est une des traductions possibles pour le mot Islam (se référer à l'étymologie et au sens de ce mot). Le 2 novembre 2004, un fondamentaliste musulman assassine Theo van Gogh en représailles.

## Synopsis
Submission décrit quatre femmes incarnées par la même actrice voilée, vêtue d'un tchador transparent, son corps nu tatoué de versets du Coran. Ces personnages sont des musulmanes qui ont été maltraitées de différentes façons. Le film fait entendre les monologues de ces femmes, en soulignant trois versets du Coran appelant à de bons comportements au sein du couple, le rôle de l'homme et de la femme dans une relation pieuse, ainsi que des règles régissant le divorce et la réconciliation ; puis citant une certaine supériorité de l'homme par rapport à la femme, d'une façon très complexe, livrée à plusieurs interprétations, en les montrant inscrits sur le corps des femmes.

## Développement
La scénariste Hirsi Ali dit qu'« il est écrit dans le Coran qu'une femme peut être frappée si elle désobéit (en). C'est un des travers inacceptables que je veux dénoncer à travers ce film ». À la question de savoir si le film peut éventuellement offenser les musulmans, Hirsi Ali répond que « si vous êtes une femme musulmane et que vous lisez le Coran, et que vous y voyez qu'il est légitime que vous soyez violée si vous dites "non" à votre mari, ça c'est offensant. Et ça c'est une insulte. ».
Theo van Gogh, le réalisateur, connu en tant que personnalité hautement provocatrice et controversée, définit le film comme « un pamphlet politique ».

## Réception
Submission a récolté des éloges pour avoir dépeint les façons dont les femmes sont maltraitées sous la tutelle de la loi islamique fondamentaliste, mais également de la colère pour avoir critiqué les fondements de l'Islam. Il inspira au critique de cinéma Phill Hall le commentaire suivant : « Submission est audacieux de débattre ouvertement de la misogynie et de la culture de la violence à l'encontre des femmes à cause des interprétations du Coran. Les questions levées par le film méritent d'être posées : est-il une volonté divine de violenter ou de tuer des femmes ? Y a-t-il quelque sainteté dans le fait de maintenir les femmes à un statut inférieur, leur refusant la liberté de volonté l'indépendance de pensée ? Et enfin, comment un tel état d'esprit peut-il encore exister au XXIe siècle ? ». Le critique Dennis Lim, quant à lui, déclara que « C'est déprimant de penser que ce bout d'effronterie désinvolte pourrait paraître comme une critique sérieuse de l'Islam conservateur. ».
Après la diffusion de Submission à la télévision néerlandaise, le journal de Volkskrant fit état de revendications contre Hirsi Ali et van Gogh, accusés de plagiat par le journaliste Francisco van Jole. Ce dernier dit que le duo avait « singé » les idées de l'artiste vidéaste iranienne Shirin Neshat. Son travail, usant abondamment de textes arabes projetés sur des corps, avait été montré aux Pays-Bas en 1997 et en 2000.
Le 2 novembre 2004, Theo van Gogh est assassiné en public par Mohammed Bouyeri, un musulman néerlando-marocain possédant un passeport néerlandais.